# Hârseni
Hârseni (en allemand : Scharken, en hongrois : Herszény) est une commune roumaine du județ de Brașov, située dans la région historique de Transylvanie.

## Localisation
Hârseni est située dans la partie centre-sud du județ de Brașov (à 65 km du centre-ville de Brașov et à 12 km de la ville de Făgăraș, dans la région de Țara Făgărașului, au pied de Monts Făgăraș. Elle est composée des cinq villages suivants:
- Copăcel (hongrois : Kopacsel)
- Hârseni, siège de la commune
- Măliniș
- Mărgineni (hongrois : Marginen)
- Sebeș

## Monuments et lieux touristiques
- Église orthodoxe Annonciation faite à Marie du village de Copăcel (construite au XVIIIe siècle), monument historique[2]
- Monts Făgăraș

## Personnalités nées ici
- Vasile Suciu (1873 - 1935), métropolite de l'Église roumaine unie à l'Église de Rome (grecque-catholique), archevêque de Făgăraş et Alba Iulia, membre honoraire de l'Académie roumaine est né à Copăcel ;
- David Urs de Margina (1816 - 1897), haut officier roumain de l'Armée impériale autrichienne, récipiendaire de l'Ordre militaire de Marie-Thérèse est né à Mărgineni.